# Wladimir Alexandrowitsch Tscherkasski

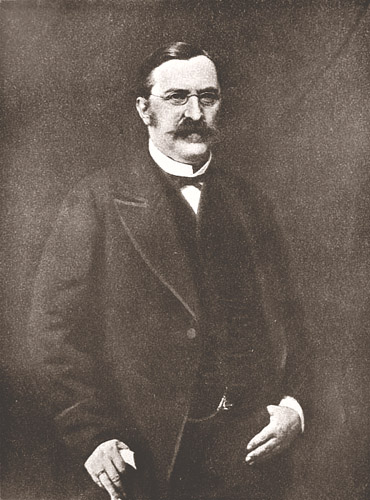
Wladimir Alexandrowitsch Tscherkasski

Wladimir Alexandrowitsch Tscherkasski (russisch Владимир Александрович Черкасский; * 13. April 1821 in der Oblast Tula; † 3. März 1878 in San Stefano) war ein russischer Politiker. 1877 wurde er zum Zivilgouverneur des befreiten Bulgariens ernannt. Die von ihm erlassenen „Provisorischen Instruktionen“ stellten die Grundlage für den Aufbau der bulgarischen Staatsverwaltung dar.
Fürst  Wladimir Alexandrowitsch Tscherkasski studierte in Moskau die Rechte und schloss sich der nationalrussischen, liberalen Partei der russischen Aristokratie an. Er wirkte bei der Emanzipation der Leibeignen mit und gehörte zu dem Organisationskomitee, das 1863–1864 Polen auf demokratischer Grundlage neu gestalten wollte. 1867 trat er aus dem Staatsdienst aus. Tscherkasski förderte die panslawistischen Bestrebungen der slawischen Gesellschaft und wurde Stadtoberhaupt von Moskau. 1877 bei Ausbruch des russisch-türkischen Krieges erhielt er den Auftrag, die Verwaltung Bulgariens als selbständigem Fürstentum zu organisieren. Dafür leitete er die Provisorische russische Verwaltung in Bulgarien, ein Organ, das der Russische Armee unterstellt war.